# Freddy Thielemans
Freddy Thielemans (Laeken, 11 de septiembre de 1944-29 de enero de 2022) fue un político belga. Fue miembro del Parlamento de Bruselas y del Parlamento Europeo. También entre 1994 y 1995 fue alcalde de la ciudad de Bruselas y por consecutiva vez repitió en el cargo desde el 2001

## Biografía

### Inicios
Nacido en el barrio de la ciudad de Bruselas, Laeken en el año 1944. Comenzó a últimos de los años 70 y a principios de los años 80, como jugador profesional de rugby, entrando en el equipo Barbarians RFC, participó en el año 1982 en el Tour de Vancouver y también representó a Bélgica en la Rugby Union.
Posteriormente inició sus estudios universitarios, licenciándose en Ciencias empresariales y en Magisterio por la Universidad Libre de Bruselas. 
Luego comenzó a trabajar como profesor en diferentes escuelas de secundaria de Bruselas.
Durante esta época se casó con Cécile Charles que es una ex-bailarina de ballet.

### Carrera política

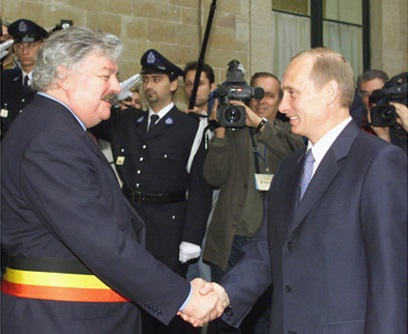
Freddy Thielemans junto a Vladímir Putin, en una visita en Bruselas realizada en octubre de 2001.

En política decidió entrar siendo miembro del Partido Socialista de Bélgica (PS), donde empezó trabajando como miembro en el gabinete del (entonces Alcalde de Bruselas) Hervé Brouhon, y en el año 1988 se convirtió en un concejal del Ayuntamiento de Bruselas. Posteriormente tras la dimisión del alcalde Michel Demaret, se convirtió a partir del día 28 de abril de 1994 en el nuevo alcalde de la capital belga, hasta las próximas elecciones municipales que fue sucedido el 9 de enero de 1995 por el nuevo alcalde François-Xavier de Donnea.
Tras haber dejado la alcaldía de Bruselas, fue elegido el día 20 de junio del año 1999 como diputado al Parlamento Europeo, donde pasó a ser miembro de la Comisión de Asuntos exteriores.
En las elecciones municipales belgas del 2000, se presentó como candidato ala alcaldía de Bruselas, donde consiguió ser elegido alcalde de la ciudad por consecutiva vez y con el apoyo de una coalición hecha por el PS, PSC y Eco, sucediendo en el cargo el día 16 de enero del año 2001 a François-Xavier de Donnea.
Como alcalde de la ciudad de Bruselas, fue también el encargado del departamento de finanzas de la ciudad.
En el año 2002 lanzó el concepto de Bruxelles-les-Bains, que constaba la creación de una playa, infraestructuras culturales y recreativas a lo largo del canal Bruxelles-Charleroi.
Fue él quien realizó el día 12 de abril del año 2003 el matrimonio civil de los príncipes Lorenzo de Bélgica y Clara de Bélgica, ceremonia celebrada en el Ayuntamiento de Bruselas.
Luego tras las elecciones municipales belgas celebradas en el mes de octubre de 2006, se volvió a presentar como candidato ala alcaldía de Bruselas, donde volvió a ser reelegido en el cargo y también en las elecciones municipales del año 2010.
Aparte de sus funciones como alcalde de la ciudad, en el año 2006 fue elegido por primera vez como Director de una de las juntas directivas de la Universidad Libre de Bruselas.
Renunció al cargo en diciembre de 2013 debido a su edad, siendo sustituido por Yvan Mayeur.